# 신장일보
신장일보(중국어: 新疆日报(Xīnjiāng Rìbào), 위구르어: شىنجاڭ گېزىتى, 카자흐어: شينجياڭ گازهتى)는 신장 위구르 자치구(중화인민공화국)의 주요한 신문이다. 중국 공산당의 기관지이다. 12만4,000부의 발행부수로 매일 나오고 있다. 중국어, 위구르어, 카자흐어와 몽골어로 발행되고 있다. 편집국은 우루무치에 자리를 잡고 있다. 2004년부터 신문은 온라인버전을 가지고 있다.
신문은 1915년 10월에 신장공보(新疆公报)라는 제목하에 생겼다. 1918년에 톈산바오(天山报)로 개명하게 되었다. 1929년에 톈산일보(天山日报)라고 불리게 되었지만, 1935년 11월에 자신의 현재제목을 받았다. 1949년에 신문은 중국 공산당의 인쇄기관지가 되었다. 1950년에 위구르어와 몽골어버전신문들이 나가기 시작했다.

## 참고 문헌
1. ↑  China daily